# HNLC

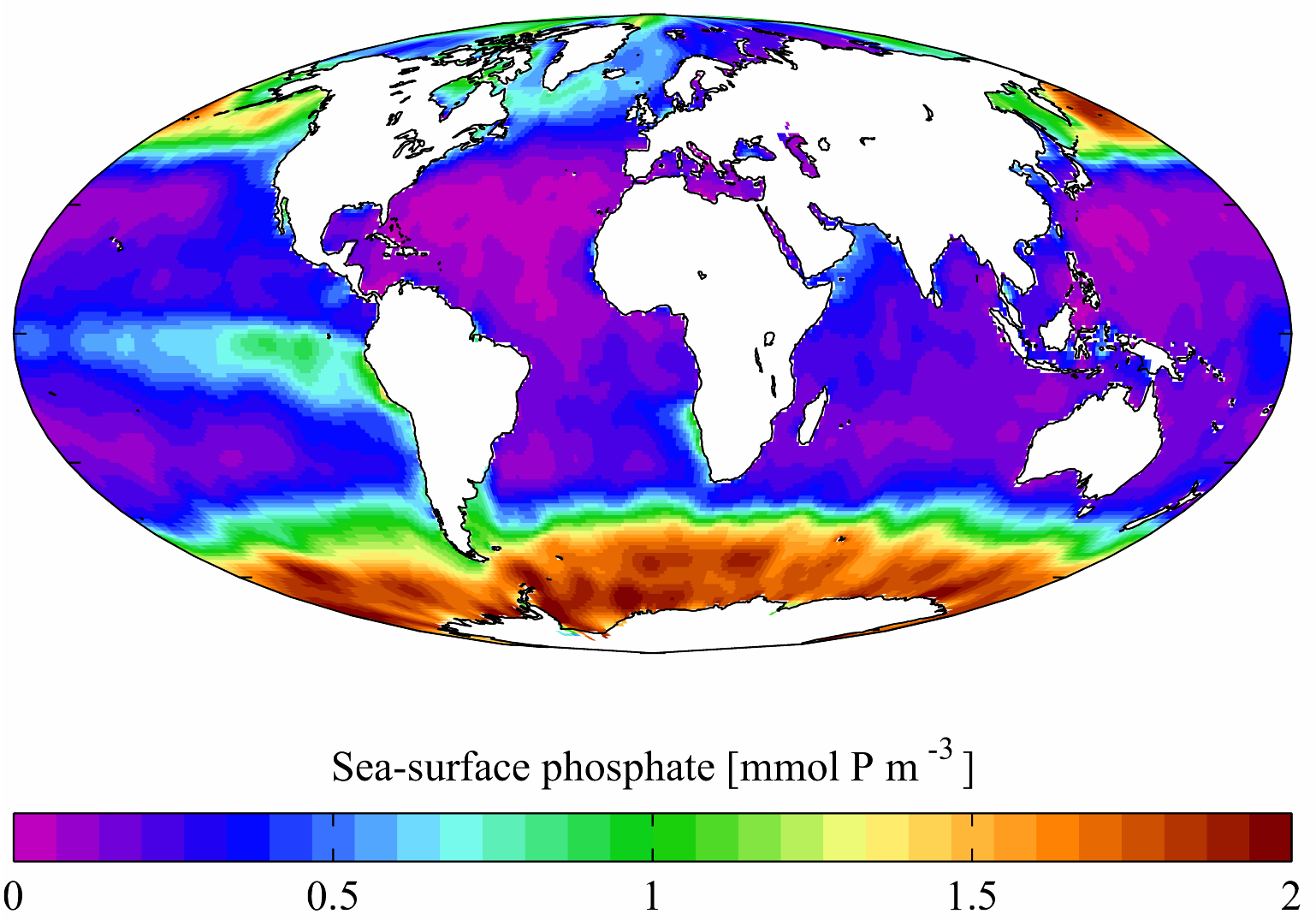
Gebiete mit hohen Nährstoffkonzentrationen, hier beispielhaft die Phosphatkonzentration. Rot eingefärbte Gebiete stehen für hohe, violett eingefärbte Gebiete stehen für niedrige Nährstoffkonzentrationen. Angabe in Millimol Phosphat pro Kubikmeter.

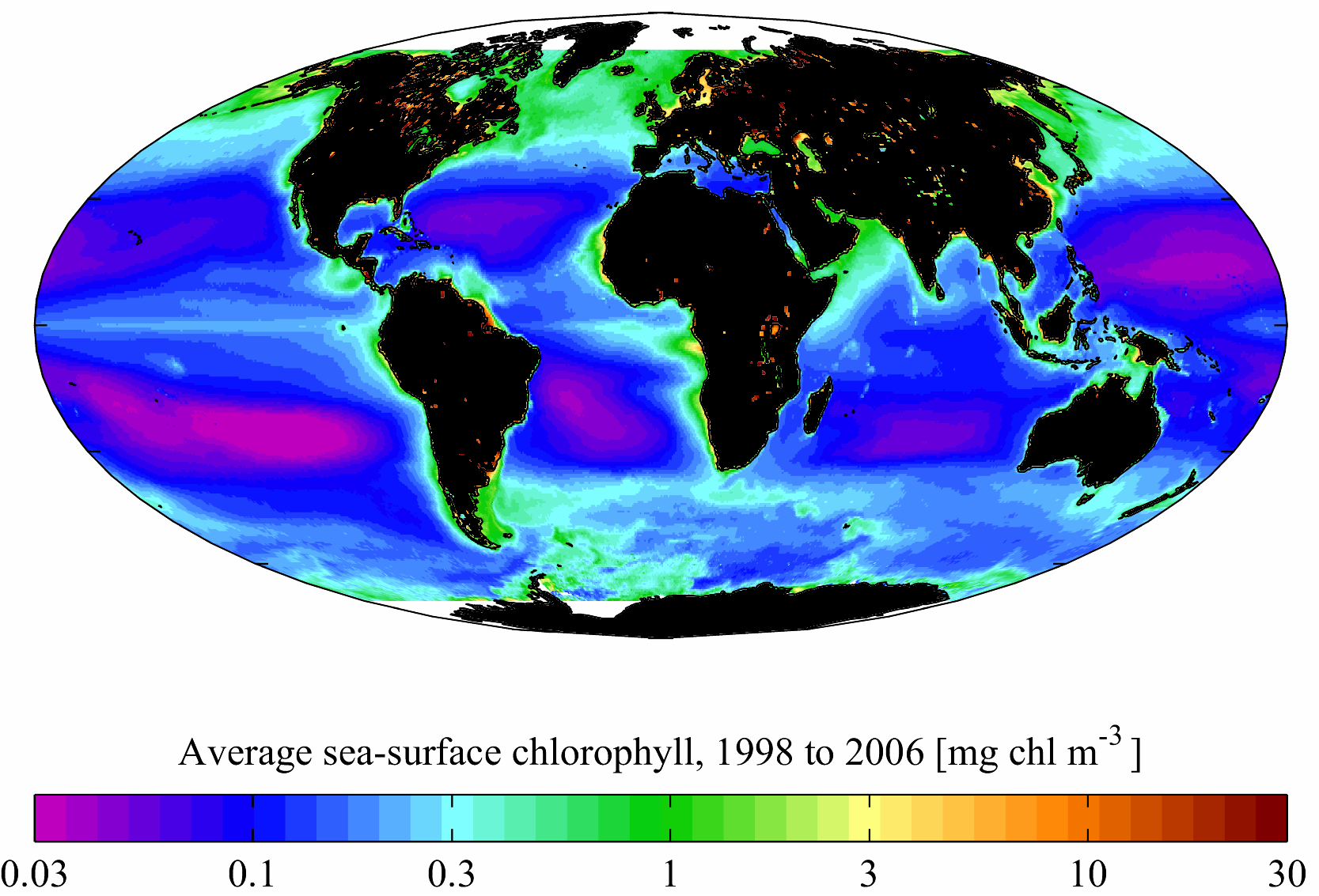
Globale Verteilung der marinen Chorophyllkonzentration als Durchschnitt für den Zeitraum Januar 1998 bis Dezember 2006. Rote Gebiete entsprechen hohen, violette Gebiete niedrigen Konzentrationen. Angabe in Milligramm Chlorophyll pro Kubikmeter. Die Chlorophyllkonzentration dient als Indikator für die Vorhandene Menge an Phytoplankton. Man beachte die logarithmische Einteilung der Farbskalierung.

HNLC (englisch high nutrient low chlorophyll) ist in den marinen Geowissenschaften eine Kurzbezeichnung für Meeresgebiete, die durch einen Mangel an chlorophyllhaltigem Phytoplankton hervorstechen (englisch low chlorophyll), obwohl das Meerwasser in ihnen reich an den Hauptnährstoffen Nitrat und Phosphat ist (engl. high nutrient). Dieses Phänomen wird auf das Fehlen von Mikronährstoffen wie etwa Eisen zurückgeführt. Ausgedehnte Regionen, in denen diese Bedingungen auftreten, sind Auftriebsgebiete, wie der Südozean, der Nordpazifik oder die äquatornahen Bereiche des Pazifiks.